# El raïm de la ira (pel·lícula)
El raïm de la ira (títol original en anglès The Grapes of Wrath) és una pel·lícula de 1940 dirigida per John Ford i protagonitzada per Henry Fonda. Està basada en la novel·la homònima guanyadora del premi Pulitzer, escrita per John Steinbeck.
La pel·lícula va ser nominada a sis Oscars dels quals en va rebre dos: al millor director i a la millor actriu secundària (Jane Darwell).

## Argument[2]
Història d'una família de grangers d'Oklahoma, Henry (Henry Fonda) i Dt. Joe (Jane Darwell), situada a la dècada dels 30 que després del crack del 29 són expulsats de la seva terra i han d'emigrar a Califòrnia. Realitzen un dur viatge en un vell Ford, passant per diverses vicissituds en el que creien molt erròniament que era el paradís.

## Repartiment
- Henry Fonda: Tom Joad
- Jane Darwell: Ma Joad
- John Carradine: Reverend Jim Casey
- Charley Grapewin: Granpa Joad
- Dorris Bowdon: Rosasharn Joad Rivers
- Russell Simpson: Old Tom 'Pa' Joad
- O.Z. Whitehead: Al
- John Qualen: Muley Graves
- Eddie Quillan: Connie
- Zeffie Tilbury: La iaia Joad
- Frank Sully: Noah
- Frank Darien: Oncle John
- Darryl Hickman: Winfield
- Ward Bond: el policia
- Grant Mitchell: el guàrdia
- Irving Bacon: un conductor
- Shirley Mills: Ruth Joad
- Roger Imhof: Thomas

## Premis i nominacions

### Premis
- 1941: Oscar al millor director per John Ford
- 1941: Oscar a la millor actriu secundària per Jane Darwell

### Nominacions
- 1941: Oscar a la millor pel·lícula per Darryl F. Zanuck i Nunnally Johnson
- 1941: Oscar al millor actor per Henry Fonda
- 1941: Oscar al millor guió adaptat per Nunnally Johnson
- 1941: Oscar al millor so per Edmund H. Hansen
- 1941: Oscar al millor muntatge per Robert L. Simpson